# Ensifera
Pour les articles homonymes, voir Ensifera (homonymie).
Sous-ordre
Les Ensifera (Ensifères) sont un sous-ordre d'insectes de l'ordre des orthoptères, l'autre sous-ordre étant celui des Caelifera (caelifères ou criquets).
Les Ensifères se caractérisent par la tarière de la femelle, souvent en forme de sabre (d'où leur nom, du latin ensis épée, et ferre porter) et les longues antennes filiformes des mâles comme des femelles. Les ensifères comprennent les sauterelles, les grillons et les courtilières (ces dernières ont des antennes plus courtes).

## Morphologie

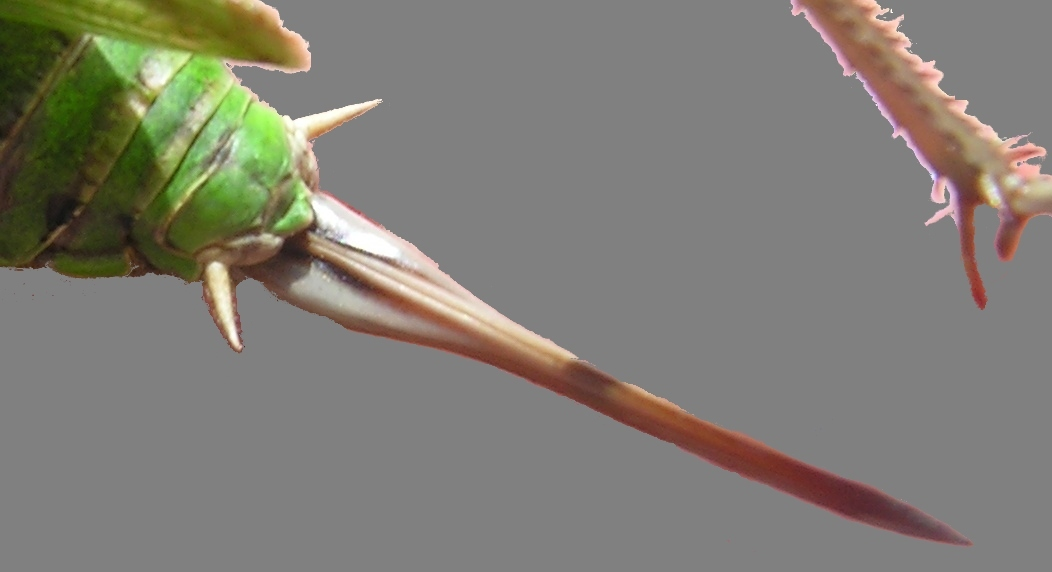
Tarière

La tarière, oviscapte ou ovipositeur, est composée de six valves chez les sauterelles et de quatre chez les grillons. Les œufs sont pondus isolément, sans oothèque.
Les pattes postérieures sont, comme chez tous les orthoptères, très développées et adaptées au saut, les autres pattes étant marcheuses. Près de l'articulation avec le fémur, les tibias antérieurs portent des organes de l'audition, les tympans; les tibias postérieurs sont ornés d'épines robustes.
Les représentants de ce sous-ordre volent généralement mal et se déplacent principalement en marchant ou en sautant. 
Le pronotum est robuste. La tête est dotée d'yeux de taille modeste ainsi que de deux ocelles chez la plupart des sauterelles, trois chez les grillons. La vision est médiocre. On observe aussi la présence de fortes pièces buccales de type broyeur. 
Les élytres du mâle permettent la stridulation: l'élytre gauche comporte une râpe qui frotte sur le grattoir de l'élytre droit. Chez les grillons, l'organe stridulant est situé sur le champ dorsal de l'élytre. 
Le développement post-embryonnaire comprend de 5 à plus de 10 stades larvaires. Les juvéniles ressemblent de plus en plus aux adultes au fur et à mesure des mues.

## Comportement
À l'exception des grillons, les ensifères sont généralement solitaires. Certains sont nocturnes et hygrophiles, d'autres diurnes et héliophiles. 
Leur régime alimentaire est varié, constitué de végétaux et souvent d'insectes et autres invertébrés
La stridulation, produite par le frottement des élytres, est très généralement le propre des mâles. Elle précède la rencontre des deux partenaires, en attirant les femelles. 
Certaines espèces sont qualifiées de nuisibles, comme les courtilières.

## Taxonomie
Selon Orthoptera Species File (février 2017) :
- super-famille † Gryllavoidea Gorochov, 1986
  - famille † Gryllavidae Gorochov, 1986
- super-famille Rhaphidophoroidea Walker, 1869
  - famille Rhaphidophoridae Walker, 1869 -  les sauterelles cavernicoles
- super-famille Schizodactyloidea Blanchard, 1845
  - famille Schizodactylidae Blanchard, 1845
- famille † Raphoglidae Béthoux, Nel, Lapeyrie, Gand & Galtier, 2002
- famille † Vitimiidae Sharov, 1968

- infra-ordre † Elcanidea
  - super-famille † Elcanoidea Handlirsch, 1906
  - super-famille † Permoraphidioidea Tillyard, 1932

- infra-ordre Gryllidea - les grillons, au sens large
  - super-famille Grylloidea Laicharting, 1781:
    - famille † Baissogryllidae Gorochov, 1985
    - famille Gryllidae Laicharting, 1781 - les vrais grillons
    - famille Mogoplistidae Brunner von Wattenwyl, 1873
    - famille Phalangopsidae Blanchard, 1845
    - famille † Protogryllidae Zeuner, 1937
    - famille Trigonidiidae Saussure, 1874

  - super-famille Gryllotalpoidea Leach, 1815:
    - famille Gryllotalpidae Leach, 1815 - les courtilières ou taupes-grillons
    - famille Myrmecophilidae Saussure, 1874 - les grillons mymécophiles

- infra-ordre † Oedischiidea
  - super-famille † Oedischioidea Handlirsch, 1906
  - super-famille † Triassomantoidea Tillyard, 1922
  - super-famille † Xenopteroidea Riek, 1955

- infra-ordre Tettigoniidea
  - super-famille Hagloidea Handlirsch, 1906
    - famille † Eospilopteronidae Cockerell, 1916
    - famille † Haglidae Handlirsch, 1906
    - famille † Hagloedischiidae Gorochov, 1986
    - famille † Prezottophlebiidae Martins-Neto, 2007
    - famille Prophalangopsidae Kirby, 1906
    - famille † Tuphellidae Gorochov, 1988
    - genre † Tasgorosailus Gorochov, 1990
    - genre † Tzetzenulia Gorochov, 1990

  - super-famille † Phasmomimoidea Sharov, 1968
    - famille † Phasmomimidae Sharov, 1968

  - super-famille Stenopelmatoidea Burmeister, 1838
    - famille Anostostomatidae Saussure, 1859
    - famille Cooloolidae Rentz, 1980
    - famille Gryllacrididae Blanchard, 1845
    - famille Stenopelmatidae Burmeister, 1838

  - super-famille Tettigonioidea Krauss, 1902
    - famille † Haglotettigoniidae Gorochov, 1988
    - famille † Permotettigoniidae Nel & Garrouste, 2016
    - famille Tettigoniidae Krauss, 1902

  - genre † Tettoraptor Gorochov, 2012